# Vladimir Konstantinov
Vladimir Nikolajevitj Konstantinov, ryska: Владимир Николаевич Константинов, född 19 mars 1967 i Murmansk, Sovjetunionen, är en rysk före detta professionell ishockeyspelare vars karriär fick ett abrupt slut på grund av en bilolycka 1997.

## Spelarkarriär
Vladimir Konstantinov, "Vladdie," draftades som 221:a spelare totalt i 1989 års NHL-draft av Detroit Red Wings, efter att ha imponerat på Red Wings scout under JVM 1987 där ett slagsmål bröt ut i matchen mellan Sovjet och Kanada. Scouten Neil Smith har sagt, "Han var den enda ryssen som slog tillbaka."  Det mest utmärkande med Konstantinovs spelstil var sannolikt hans aggressiva spelstil. Konstantinovs specialitet var att få motståndaren ur balans. "Mitt spel kräver inte att jag gör mål, men att mina motståndare ska glömma av att de ska göra mål och tänka på mig istället" sade han. Konstantinovs aggressiva stil gav honom smeknamnet "The Vladinator" vilket refererar till filmerna om Terminator.
Konstantinov var mer än bara en plåga på isen, som många kallat honom. Han var även en skicklig spelare. 1995–96 mottog han NHL Plus/Minus Award med otroliga plus 60. Under 1996–97, hans sista säsong, kom Konstantinov tvåa i omröstningen till Norris Trophy efter Brian Leetch som ligans bäste back. Dock minns man Konstantinov mest för vad som satte stopp för hans karriär.
Konstantinov var inblandad i en olycka vilket satte punkt för hans karriär och lämnade honom rullstolsburen på grund av hjärnskador. På väg hem från en privat fest 13 juni 1997 då Detroits Stanley Cupseger firades färdades Konstantinov tillsammans med hockeylegenden och lagkamraten Vjatjeslav Fetisov och lagets massör Sergei Mnatsakanov i en limousin. Föraren, Richard Gnida, hade vid tidpunkten indraget körkort på grund av rattfylla, tappade kontrollen över bilen och körde in i ett träd. Konstantinov låg flera veckor i koma innan han till slut vaknade. Han drabbades av allvarliga hjärnskador och förlamning medan Fetisov kom undan med relativt lindriga skador och kunde spela följande säsong. Mnatsakanov drabbades av grava hjärnskador och låg även han i koma. Han har inte återhämtat sig alls i samma utsträckning som Konstantinov, som ibland kan gå med hjälp av rullator. Föraren åtalades och dömdes för olovlig körning.
Det var ett känsloladdat ögonblick då Detroit försvarade sin Stanley Cup-titel ett år senare. Konstantinov kördes in på isen i rullstol, omringad av sina lagkamrater, för att fira segern.
Konstantinovs tröja med nummer 16 har inte blivit officiellt pensionerad av Red Wings. Dock har ingen, för att visa respekt till Konstantinov, någonsin använt detta nummer efter honom. När Brett Hull skrev på för Detroit 2001 accepterade han tröja nummer 17 utan klagomål, trots att han under karriären oftast spelat med tröja nummer 16. Detta gjorde honom populär bland fansen.

## Meriter
- NHL All-Rookie Team - 1992
- NHL Second All-Star Team - 1996
- Alka-Seltzer Plus/Minus Award - 1996
- Stanley Cup 1996–97 med Detroit Red Wings

## Statistik

### Klubbkarriär
| 1984–85       | CSKA Moskva       | Sovjet        | 40  | 1  | 4   | 5   | 10  | —  | — | —  | —  | —   |
| 1985–86       | CSKA Moskva       | Sovjet        | 26  | 4  | 3   | 7   | 12  | —  | — | —  | —  | —   |
| 1986–87       | CSKA Moskva       | Sovjet        | 35  | 2  | 2   | 4   | 19  | —  | — | —  | —  | —   |
| 1987–88       | CSKA Moskva       | Sovjet        | 50  | 3  | 6   | 9   | 32  | —  | — | —  | —  | —   |
| 1988–89       | CSKA Moskva       | Sovjet        | 37  | 7  | 8   | 15  | 20  | —  | — | —  | —  | —   |
| 1989–90       | CSKA Moskva       | Sovjet        | 47  | 14 | 13  | 27  | 44  | —  | — | —  | —  | —   |
| 1990–91       | CSKA Moskva       | Sovjet        | 45  | 5  | 12  | 17  | 42  | —  | — | —  | —  | —   |
| 1991–92       | Detroit Red Wings | NHL           | 79  | 8  | 25  | 33  | 172 | 11 | 0 | 1  | 1  | 16  |
| 1992–93       | Detroit Red Wings | NHL           | 82  | 5  | 17  | 22  | 137 | 7  | 0 | 1  | 1  | 8   |
| 1993–94       | Detroit Red Wings | NHL           | 80  | 12 | 21  | 33  | 138 | 7  | 0 | 2  | 2  | 4   |
| 1994–95       | ESC Wedemark      | Tyskland-2    | 15  | 17 | 13  | 30  | 51  | —  | — | —  | —  | —   |
| 1994–95       | Detroit Red Wings | NHL           | 47  | 3  | 11  | 14  | 101 | 18 | 1 | 1  | 2  | 22  |
| 1995–96       | Detroit Red Wings | NHL           | 81  | 14 | 20  | 34  | 139 | 19 | 4 | 5  | 9  | 28  |
| 1996–97       | Detroit Red Wings | NHL           | 77  | 5  | 33  | 38  | 151 | 20 | 0 | 4  | 4  | 29  |
| Sovjet totalt | Sovjet totalt     | Sovjet totalt | 280 | 36 | 48  | 84  | 179 | —  | — | —  | —  | —   |
| NHL totalt    | NHL totalt        | NHL totalt    | 446 | 47 | 127 | 174 | 838 | 82 | 5 | 14 | 19 | 107 |

### Internationellt
| År            | Lag           | Turnering     |               | Matcher | Mål | Assist | Poäng | Utv |
| ------------- | ------------- | ------------- | ------------- | ------- | --- | ------ | ----- | --- |
| 1986          | Sovjetunionen | JVM           | 7             | 2       | 4   | 6      | 4     |     |
| 1986          | Sovjetunionen | VM            | 10            | 1       | 1   | 2      | 8     |     |
| 1987          | Soviet Union  | JVM           | 6             | 1       | 4   | 5      | 8     |     |
| 1989          | Sovjetunionen | VM            | 8             | 2       | 1   | 3      | 2     |     |
| 1990          | Sovjetunionen | VM            | 10            | 2       | 2   | 4      | 12    |     |
| 1991          | Sovjetunionen | VM            | 10            | 0       | 2   | 2      | 37    |     |
| Senior totalt | Senior totalt | Senior totalt | Senior totalt | 38      | 5   | 6      | 11    | 59  |